# Housing Act 1980
Le Housing Act 1980 est une loi britannique, approuvée le 3 octobre 1980, qui vise à mettre en place le Right to Buy. Les locataires de logements sociaux (council house) ont pu acheter leur logement social en Angleterre et au Pays de Galles. Des lois équivalentes ont été produites en Écosse et en Irlande du Nord. Les acheteurs qui avaient vécu dans leur logement pendant au moins trois ans avaient une réduction de 33%, de 50% pour ceux y ayant vécu 20 ans.
Le taux de propriétaires a augmenté de 55% de la population en 1980 à 64% en 1987 et 67% en 1990. Alors, un million et demi de logements avaient été vendus. L'augmentation des prix immobiliers a fait qu'un logement acheté £50,000  aux alentours de 1990 valait en 2013 £250,000.